# Stefany Castaño
Derly Stefany Castaño Cardozo (Bogotá, Colombia, 11 de enero de 1994), más conocida como Stefany Castaño, es una futbolista colombiana. Juega de arquera y su equipo actual es Atlético Nacional de la Liga Profesional Femenina de Fútbol de Colombia.

## Participaciones en Copas del Mundo
| Mundial                                        | Sede          | Resultado    |
| ---------------------------------------------- | ------------- | ------------ |
| Copa Mundial Femenina de Fútbol Sub-17 de 2008 | Nueva Zelanda | Primera fase |

## Clubes
| Club              | País           | Año           |
| ----------------- | -------------- | ------------- |
| Elpides Karditsas | Grecia         | 2016          |
| Houston Aces      | Estados Unidos | 2017          |
| Elpides Karditsas | Grecia         | 2017          |
| Patriotas         | Colombia       | 2018          |
| Málaga            | España         | 2018 – 2019   |
| Santa Fe          | Colombia       | 2019          |
| Colo-Colo         | Chile          | 2020 - 2021   |
| Deportivo Cali    | Colombia       | 2022-2024     |
| Atlético Mineiro  | Brasil         | 2024-2025     |
| Atlético Nacional | Colombia       | 2025-presente |

## Palmarés

### Torneos internacionales
| Título               | Equipo                         | Sede | Año  |
| -------------------- | ------------------------------ | ---- | ---- |
| Juegos Panamericanos | Selección femenina de Colombia | Perú | 2019 |